# Luscinia
Luscinia és un gènere d'ocells de la família dels muscicàpids (Muscicapidae).

## Taxonomia
Segons la Classificació del Congrés Ornitològic Internacional (versió 12.1, gener 2022) aquest gènere està format per 4 espècies:
- Luscinia luscinia - Rossinyol de Rússia.
- Luscinia megarhynchos - Rossinyol comú.
- Luscinia phaenicuroides - Cotxa ventreblanca.
- Luscinia svecica - Cotxa blava.

Tanmateix, el Handook of the Birds of the World i la quarta versió de la BirdLife International Checklist of the birds of the world (desembre 2019) consideren que Luscinia tindria només dos espècies, car la cotxa ventreblanca és classificada en el gènere monotípic Hodgsonius i la cotxa blava en el gènere monotípic Cyanecula